# Eilicrinia mediofasciata
Eilicrinia mediofasciata är en fjärilsart som beskrevs av Wagner. Eilicrinia mediofasciata ingår i släktet Eilicrinia och familjen mätare. Inga underarter finns listade i Catalogue of Life.